# Bill Dally
William James "Bill" Dally é um engenheiro estaduniense.